# إديث أتواتر
إديث أتواتر (بالإنجليزية: Edith Atwater)‏ هي ممثلة أمريكية، ولدت في 22 أبريل 1911 بشيكاغو في الولايات المتحدة، وتوفيت في 14 مارس 1986 بلوس أنجلوس في الولايات المتحدة بسبب سرطان.

## أعمال

### أفلام
- (1957) الرائحة الحلوة للنجاح
- (1962) طائر الشباب الجميل
- (1969) عزم حقيقي

## وصلات خارجية
- إديث أتواتر على موقع IMDb (الإنجليزية)
- إديث أتواتر على موقع أول موفي (الإنجليزية)
- إديث أتواتر على موقع قاعدة بيانات برودواي على الإنترنت (الإنجليزية)
- إديث أتواتر على موقع قاعدة بيانات الأفلام السويدية (السويدية)
- إديث أتواتر على موقع قاعدة بيانات الفيلم (الإنجليزية)
- إديث أتواتر على موقع كينوبويسك (الروسية)